# Ђавољи накот
Ђавољи накот је роман канадске списатељице Маргарет Атвуд из 2016. године. Преведен је на српски језик 2017. године. Дело је нека врста модерног препричавања Буре Вилијама Шекспира, роман је наручио амерички издавач Random House.  
Роман се усредсређује на позоришног редитеља Феликса који остаје без посла у Макешивег позоришту и протеран је са свог положаја у друштву, након што га је издао колега од поверења. Пошто је патио у изолацији, Феликс добија место предавача у затворском програму описмењавања у поправном институту округа Флечер. Тако почиње његова завера освете онима који су му нанели неправду.
Роман је имао различит пријем код критике и публике. Духовита, мрачна и маштовита адаптација Шекпирове драме, роман успева да убедљиво створи осветољубивог војводу Проспера од помало смешног, а свакако симпатичнијег редитеља Феликса. Бавећи се темама губитка, освете, живота у затвору и концепта затварања, Атвуд користи Феликсове лекције да покаже паралеле између њеног текста и оригиналне драме.
Прича кулминира „фантастичним врхунцем мрачне несреће“ у метафоричној и дословној олуји.
Дело се може сматрати примером онога што Грејем Вулф назива „позоришном фантастиком“: „односи се на романе и приче које се на конкретан и одржив начин баве позориштем као уметничком праксом и индустријом“.

## Радња романа
Ђавољи накот прати живот Феликса, некада експерименталног уметничког директора позоришног фестивала Макешивег, сада прогнаног човека који разговара са духом своје ћерке. Феликсов пад из позоришне елите је последица издаје његове десне руке Тонија. Користећи Феликсову рањивост након смрти његове супруге Нађе након порођаја и смрти његове вољене ћерке Миранде, Тони је искористио свој утицај и везе да избаци Феликса са његовог положаја, а затим да одбор убеди да преузме ту позицију. Најгоре, за Феликса, је отказивање његове продукције драме Бура. Представа у коју се бацио да би се изборио са губитком сопствене Миранде.
Након бесцеремонијалног пуцања и пратње до аутомобила, Феликс одлучује да се мора у потпуности повући из позоришног света који познаје. Феликс урања у облик самонаметнутог изгнанства, са циљем да побегне од штампе за коју замишља да ће понизити њега и оне који су га издали. Усељава се у трошну колибу ван заједнице и ослања се на своје незваничне станодавце, Мод и Берт.
Девет година у својој изолацији, Феликс је провео време замишљајући живот који дели са његовом мртвом ћерком и пратећи двојицу мушкараца који су га издали; Тони и министар наслеђа Сал О'Нали. Након огласа за место наставника на програму описмењавања у поправном институту округа Флечер, Феликс се пријављује за место под именом „господин Дјук'.
Унајмљен од Естел, која га препознаје као Феликса, Феликс је убеђује да му пружи шансу да предаје кроз извођење Шекспира - и да задржи свој прави идентитет у тајности. Професорка на Универзитету Гуелп, Естел неће бити укључена у свакодневно вођење програма. Међутим, како се његов рад показао успешним, она обезбеђује даље финансирање и на крају организује посету затворском перформансу двојице новоименованих владиних министара, Тонија и Сала.
Четири године у затворском програму, Феликс сада има прилику да се освети. Одлучујући да коначно изведе Буру, он поставља Ана Марију, своју оригиналну глумицу за улогу Миранде и почиње да припрема глумце у затвору као део своје осветничке шеме.
Представа кулминира хаотичном изведбом представе подстакнутом дрогом, Сал и Тони су уплашени и кажњени. Роман се завршава тако што Салов син Фреди постаје отелотворење лика Фердинанда и намешта се са Ана Маријом. Феликс је враћен на свој ранији положај и коначно, као што Просперо ослобађа Аријел, ослобађа духа своје ћерке.

## Ликови
- Феликс Филипс: Редитељ који тражи освету, замењује лик Проспера.
- Миранда: Покојна Феликсова ћерка.
- Нађа: Покојна жена Феликса, мајка Миранде.
- Тони (Ентони Прајс) : Феликсов издајник, замењује га на месту уметничког директора.
- Сал О'Нали: Министар наслеђа и дугогодишњи Феликсов ривал.
- Лонние Гордон: председник одбора фестивала.
- Мод и Берт: људи који изнајмљују стан Феликсу
- Господин Дјук: Алијас којинкористи Феликс
- Естел: Професор на Универзитету Гуелп, унајмљује Феликса за затворску позицију и зна његов прави идентитет.
- Ана Марија Гренланд: Дивља, некадашња гимнастичарка и плесачица, глумила је у Феликсовој недовршеној продукцији, поново у улози Миранде
- 8Хандз: Хакер, игра Ариел
- ВондерБој: Шармантни преварант, игра Фердинанда
- Савијена оловка: "искривљени" рачуновођа, игра Гонзала
- Црвени којот: аутохтони затвореник и глумац
- Змија Еије: „Понцијев сплеткарош“ и имовински преварант, игра Антонио
- Шив: Наводно повезан са сомалијском нарко-бандом
- Легс: У затвору због напада и разбијања и уласка
- Фреди: Салов син, заљубљује се у Ана Марију и постаје помоћник режисера Феликса.

## Историја развоја
У јуну 2013, издавач Random House је најавио серијал Шекспирових драма поново написаних, у оквиру којег познати романописци препричавају избор Шекспирових драма. Касније те године, објављено је да ће се адаптација Буре од Маргарет Атвуд придружити адаптацији Зимске приче Џинет Винтерсон и адаптацији Укроћена горопад Ен Тилер као део пројекта. Овај серијал требало је да се покрене 2016. године како би се поклопила са четиристотом годишњицом Шекспирове смрти.